# Chinchero
Chinchero ist eine Kleinstadt in Südzentral-Peru etwa 15 Kilometer nordwestlich von Cusco in Richtung Urubamba in den peruanischen Anden auf einer Höhe von 3760 Metern über dem Meeresspiegel. Die Stadt ist Verwaltungssitz des gleichnamigen Distrikts innerhalb der Provinz Urubamba (Region Cusco). Beim Zensus 2017 wurden 3765 Einwohner gezählt.

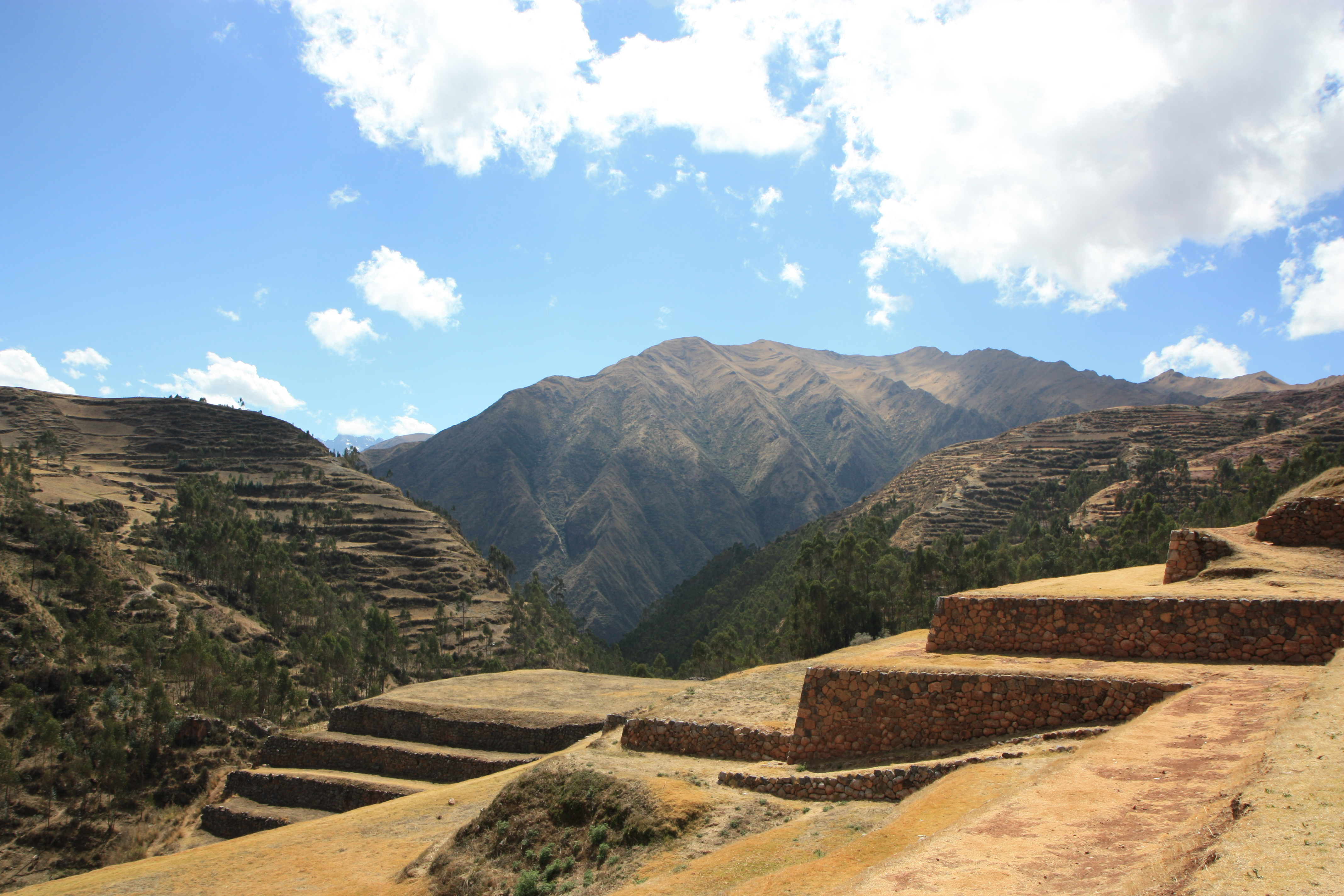
Mauern aus der Inkazeit

Die Stadt war Sommersitz der Inkas, der 10. Inka Túpac Yupanqui soll hier seinen Lieblingsaufenthaltsplatz gehabt haben. In der Kirche aus der Kolonialzeit, deren Fundamente aus der Inkazeit stammen, wird die Messe bis heute in der indigenen Sprache Quechua (Qusqu-Qullaw) gehalten. Am Hang unterhalb der Plaza de Armas sind ebenfalls noch viele Mauern aus der Inkazeit vorhanden.

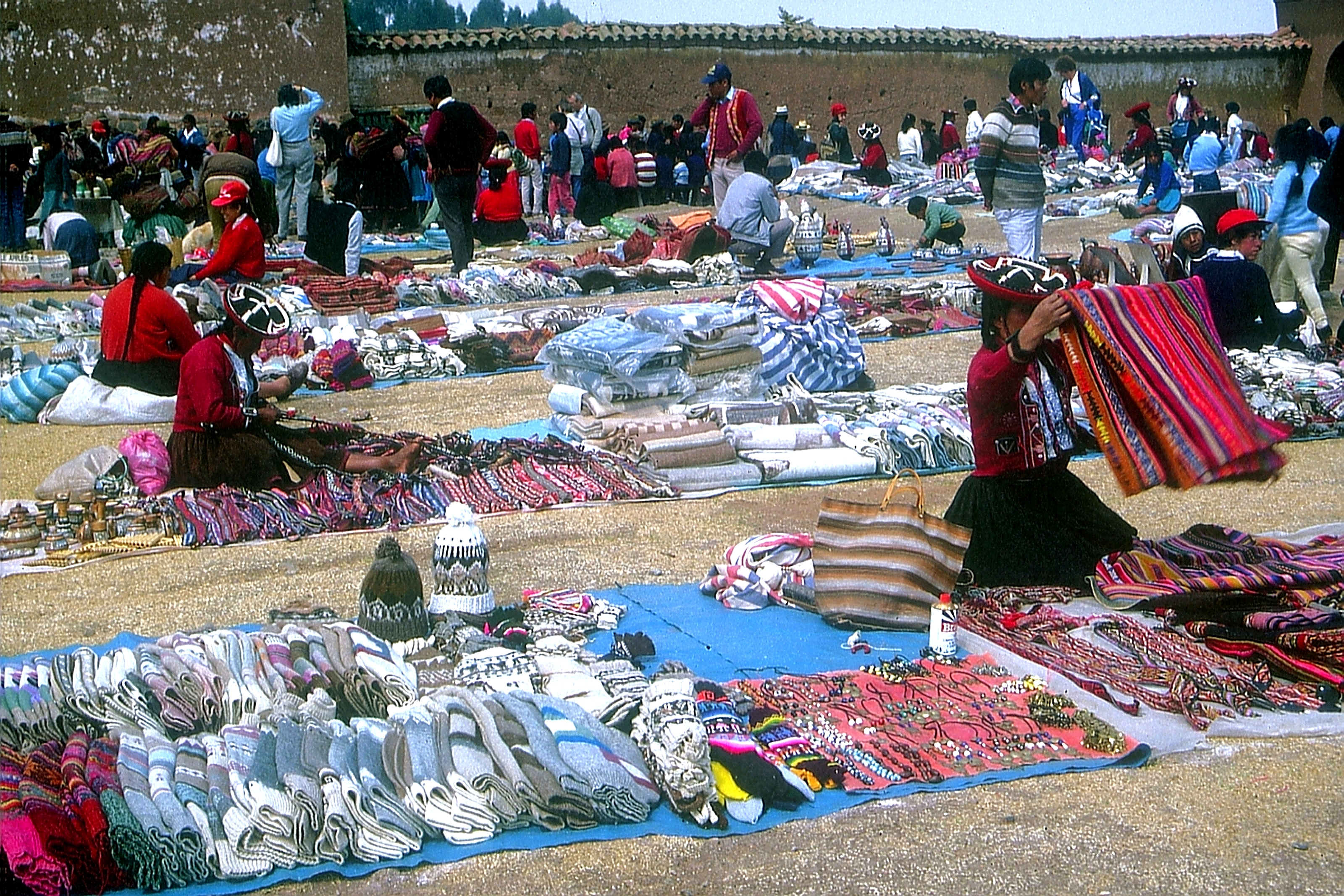
Textilien und Kunsthandwerk sind auf dem Markt genauso zu haben wie Obst, Gemüse und Süßkartoffeln

Immer sonntags findet in Chinchero ein farbenprächtiger Indiomarkt statt. Hier werden Textilien und Kunsthandwerk gehandelt. Obst, Gemüse und Süßkartoffeln in allen Variationen aus heimischer landwirtschaftlicher Produktion sind hier erhältlich.
Auf dem Gebiet der Stadt wird der Internationale Flughafen Chinchero gebaut, der ab der geplanten Fertigstellung 2025 den Flughafen Cusco ersetzen soll.